# Cap Shiono
Le cap Shiono (潮岬, Shiono-misaki) est un cap de la péninsule de Kii dans l'est de la préfecture de Wakayama au Japon.

## Géographie
Le cap Shiono est situé dans l'océan Pacifique, au sud du bourg de Kushimoto (préfecture de Wakayama). Au sud de ce cap, la pointe Kure constitue le point géographique le plus méridional de l'île de Honshū.
La cap Shiono marque la limite sud-ouest de la mer de Kumano.

## Le phare

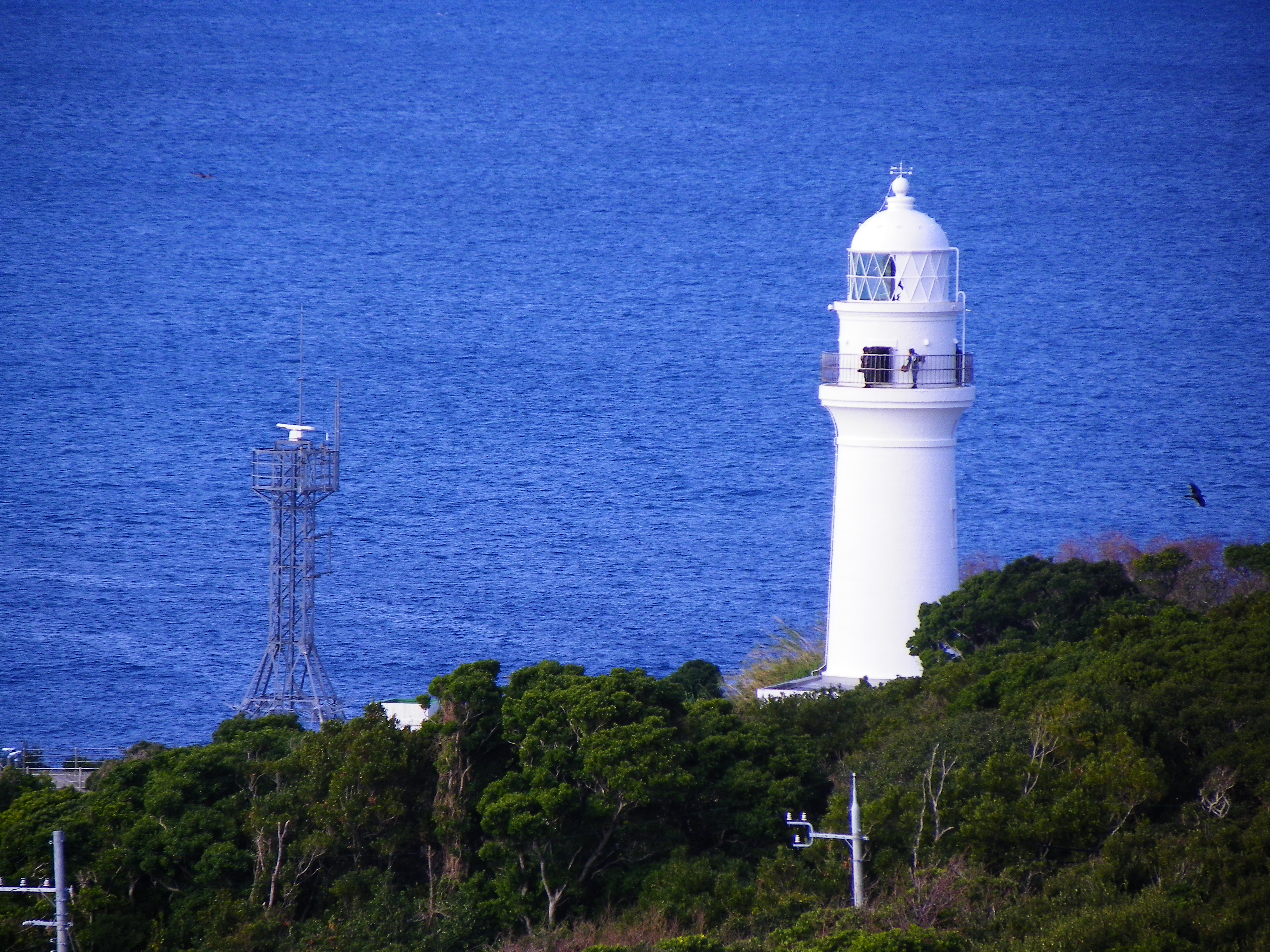
Le phare du cap Shiono.

Le phare du cap Shiono haut de 30 m a été construit en 1873 selon les plans d'un ingénieur écossais, Richard Henry Brunton.
Le phare offre une large vue sur l'océan Pacifique.